# Liste des communes françaises de la Corrèze ayant changé de nom au cours de la Révolution
Pour un article plus général, voir Liste des communes françaises ayant changé de nom au cours de la Révolution.
Cette article présente la liste des communes françaises de la Corrèze ayant changé de nom au cours de la Révolution.

## Corrèze
| Commune                                         | Nom révolutionnaire     | Notice Ehess-Cassini |
| ----------------------------------------------- | ----------------------- | -------------------- |
| Arnac-Pompadour                                 | Arnac-la-Prairie        | no 558               |
| Champagnac-la-Noaille                           | Champagnac-la Montagne  | no 7871              |
| Champagnac-la-Noaille                           | Champagne-le-Doustre    | no 7871              |
| Chapelle-aux-Saints (La)                        | La Chapelle-aux-Prés    | no 8189              |
| Chapelle-aux-Saints (La)                        | Les Prés                | no 8189              |
| Chapelle-Spinasse                               | Le Doustre              | no 8243              |
| Chapelle-Spinasse                               | Le Doustre-Lespinasse   | no 8243              |
| Chasteaux                                       | La Fraternité           | no 8613              |
| Meyrignac-l'Église                              | Meyrignac-la-Montagne   | no 22408             |
| Moustier-Ventadour                              | Moustier-la-Luzège      | no 24291             |
| Saint-Angel                                     | Angel-la-Montagne       | no 30432             |
| Saint-Augustin                                  | Augutin-la-Monédière    | no 30579             |
| Saint-Aulaire                                   | L'Unité                 | no 30582             |
| Saint-Bazile-de-Meyssac                         | Côte Montagnarde        | no 30645             |
| Saint-Bonnet-Avalouze                           | Bonnet-Avalouze         | no 30749             |
| Saint-Bonnet-Elvert                             | Liberté-Bonnet-Rouge    | no 30759             |
| Saint-Bonnet-la-Rivière                         | Bonnet-Rouge            | no 30739             |
| Saint-Bonnet-les-Tours-de-Merle                 | Bonnet-le-Pauvre        | no 30764             |
| Saint-Cernin-de-Larche                          | L'Union                 | no 30833             |
| Saint-Chamant                                   | La Fraternité           | no 7745              |
| Saint-Cirgues (devenue Saint-Cirgues-la-Loutre) | Cirgue-l'Eyge           | no 30944             |
| Saint-Clément                                   | Ciclamen                | no 31000             |
| Saint-Cyprien                                   | Cyprien                 | no 31064             |
| Saint-Cyprien                                   | Petit-Bourg             | no 31064             |
| Saint-Cyr-la-Roche                              | Aubepeyre               | no 31106             |
| Saint-Geniez-ô-Merle                            | Geniez-las-Costas       | no 31880             |
| Saint-Germain-les-Vergnes                       | Bruyères-les-Vergnes    | no 32114             |
| Saint-Germain-les-Vergnes                       | Germain-la-Bruyère      | no 32114             |
| Saint-Hilaire-Foissac                           | Foissac-la-Luzège       | no 32316             |
| Saint-Hilaire-Foissac                           | Hilayre-la-Luzège       | no 32316             |
| Saint-Hilaire-Peyroux                           | Le Peyrou-Marat         | no 32324             |
| Saint-Jal                                       | Coq-Hardy               | no 32408             |
| Saint-Julien-aux-Bois                           | Julien-Quinsat          | no 32668             |
| Saint-Julien-le-Pèlerin                         | Julien-la-Bruguière     | no 32716             |
| Saint-Julien-le-Pèlerin                         | La Bruyère              | no 32716             |
| Saint-Julien-Maumont                            | Monmont-et-Lime         | no 32720             |
| Saint-Martial-de-Gimel                          | Martial-sans-Culotte    | no 33211             |
| Saint-Martial-Entraygues                        | Entraygues-sans-Culotte | no 33213             |
| Saint-Martin-Sepert                             | Martin-Valmoroux        | no 33493             |
| Saint-Martin-la-Méanne                          | Jacobin-la-Méanne       | no 33472             |
| Saint-Martin-la-Méanne                          | Martin-sans-Culotte     | no 33472             |
| Saint-Merd-de-Lapleau                           | Gimel-Dordogne          | no 33653             |
| Saint-Pantaléon-de-Larche                       | La Fraternité           | no 33919             |
| Saint-Pardoux-Corbier                           | Coradelphie             | no 33938             |
| Saint-Pardoux-Corbier                           | Pardoux-et-Corbier      | no 33938             |
| Saint-Pardoux-la-Croisille                      | Bellone                 | no 33940             |
| Saint-Priest-de-Gimel                           | La Montane              | no 28057             |
| Saint-Privat                                    | Privat-Haute-Montagne   | no 34315             |
| Saint-Privat                                    | Privat-le-Centre        | no 34315             |
| Saint-Robert                                    | Bel-Air                 | no 34451             |
| Saint-Robert                                    | Mont-Bel-Air            | no 34451             |
| Saint-Salvadour                                 | Salvador                | no 34508             |
| Saint-Solve                                     | Air-Salutaire           | no 34697             |
| Saint-Solve                                     | Solve-Salamar           | no 34697             |
| Saint-Sornin-Lavolps                            | Sornin-Lavaux           | no 30840             |
| Saint-Sylvain                                   | L'Égalité               | no 34666             |
| Saint-Sylvain                                   | L'Union                 | no 34666             |
| Saint-Viance                                    | Avelque-Courte          | no 34915             |
| Saint-Viance                                    | Belle-Rive              | no 34915             |
| Saint-Ybard                                     | L'Union-sur-Vézère      | no 32357             |
| Sainte-Féréole                                  | Montagne-Frimaire       | no 31367             |
| Sainte-Féréole                                  | Montfrimaire            | no 31367             |
| Soursac                                         | Soursac-Moustier        | no 36750             |
| Treignac                                        | Treignac-la-Montagne    | no 38074             |
| Turenne                                         | Mont-Franc              | no 38379             |
| Uzerche                                         | Faubourg-Égalité        | no 38480             |